# ŁTZ TE109
ŁTZ TE109 – lokomotywa spalinowa produkowana w Fabryce Lokomotyw im. „Rewolucji Październikowej” w Woroszyłowgradzie (ZSRR, obecnie Ługańsk, Ukraina). Lokomotywy te nazywane są potocznie wśród kolejarzy i miłośników kolei Ludmiłami.

## Historia
Koleje wschodnioniemieckie potrzebowały mocnej lokomotywy spalinowej na trasach niezelektryfikowanych. Wówczas zamówiono w Związku Radzieckim spalinowozy o mocy 2000 KM. W związku z tym w latach 1966–1975 wyprodukowano 378 lokomotyw oznakowanych jako Baureihe 120.
Na wystawie wszechzwiązkowej w Moskwie z okazji rocznicy Rewolucji Październikowej w 1967 roku, fabryka lokomotyw w Ługańsku pokazała prototyp nowo opracowanej lokomotywy spalinowej oznakowanej jako TE109.

### DB Baureihe 230 (DR Baureihe 130)
Pierwsza lokomotywa spalinowa dla kolei wschodnioniemieckich została zaprezentowana na wiosennych Targach Lipskich w 1970 roku. Wyprodukowano 80 spalinowozów. Lokomotywy zostały dostarczone bez systemu elektrycznego ogrzewania pociągu oraz hamulca elektrodynamicznego. Prędkość maksymalna wynosiła 140 km/h. Kursowały z pociągami towarowymi. Ostatnie spalinowozy zostały skreślone z inwentarza pod koniec 1994 roku. Jedna lokomotywa została zachowana eksponat zabytkowy w Dreźnie.

### Řada T679.2
W 1971 roku wyprodukowano dwie lokomotywy spalinowe dla kolei czechosłowackich oznakowane jako T679.2. Lokomotywy stacjonowały w lokomotywowni Brno-Maloměřice. Lokomotywy prowadziły ciężkie pociągi towarowe na górzystych liniach kolejowych. Były eksploatowane do 1975 roku i zostały sprzedane kolejom bułgarskim.

### DB Baureihe 231 (DR Baureihe 131)
W latach 1972–1973 wyprodukowano 76 lokomotyw. Siła pociągowa spalinowozów została znacznie zwiększona. Prędkość maksymalna wynosiła 100 km/h. Kursowały z pociągami towarowymi na stromych trasach kolejowych u południowych podnóży Lasu Turyńskiego. Dodatkowo kursowały z pociągami ekspresowymi. Ostatni pociąg rozkładowy przejechał 25 października 1994 roku.

### DB Baureihe 232 (DR Baureihe 132)
W latach 1973–1982 wyprodukowano 709 lokomotyw. W lokomotywach został zainstalowany system ogrzewania elektrycznego. Prędkość maksymalna wynosiła 120 km/h. Kursowały z pociągami towarowymi. Dodatkowo kursowały z pociągami ekspresowymi. Po zjednoczeniu Niemiec spalinowozy były modernizowane. Niektóre lokomotywy sprzedano prywatnym przewoźnikom.

### DB Baureihe 242 (DR Baureihe 142)
W latach 1976–1978 wyprodukowano sześć lokomotyw dla kolei wschodnioniemieckich. Zastosowano silnik spalinowy 2-5D49 o mocy 2940 kW oraz elektryczne silniki trakcyjne o mocy 411 kW. Prędkość maksymalna wynosiła 120 km/h. Wzrost wydajności silnika został osiągnięty przez zainstalowanie zmodyfikowanej konstrukcyjnie turbosprężarki spalinowej. Stanowiły najmocniejsze lokomotywy spalinowe we Wschodnich Niemczech. Spalinowozy kursowały z ciężkimi pociągami towarowymi oraz dodatkowo z ekspresowymi pociągami turystycznymi. Kolej wschodnioniemiecka jednak planowała inwestowanie w pojazdy elektryczne. Ostatnie spalinowozy w 1995 roku skreślono z inwentarza. Niektóre lokomotywy sprzedano prywatnym przewoźnikom.

### Baureihe 233
W latach 2002–2003 w zakładach naprawczych w Cottbus zmodernizowano 64 lokomotywy dla przewoźnika DB Cargo. W ramach naprawy, zamontowano silnik o mocy 2206 kilowatów. Dodatkowo zainstalowano nowy prostownik trakcyjny oraz system smarowania obrzeży kół.

### Baureihe 234
W 1992 przetestowano jedną lokomotywę serii 232 z pociągiem pasażerskim, która osiągnęła 145 km/h. Zdecydowano, więc o produkcji seryjnej 23 sztuk, które wyposażono w możliwość łączenia z pociągami typu push-pull. Dobre właściwości trakcyjne zdecydowały o produkcji kolejnych 64 sztuk i skierowano je do obsługi trasy Berlin – Hamburg zanim nastąpiła jej elektryfikacja. Prowadziły przede wszystkim pociągi InterCity i ówczesne InterRegio. Część sztuk wskutek znacznego zużycia przebudowano na serię 232, wraz z obniżeniem prędkości maksymalnej. Seria 234 prowadziła między innymi objazdowe pociągi EuroCity BWE ze stacji Berlin-Gesundsbrunnen do Kostrzyna nad Odrą, a także pociąg EC Alois Negrelli relacji Szczecin Główny – Praga na odcinku Szczecin Główny – Angermünde.

### Baureihe 241
W 1999 roku zmodernizowano 5 lokomotyw spalinowych. W ramach naprawy zainstalowano silniki spalinowe 2-5D49M o mocy 2940 kilowatów oraz elektryczne silniki trakcyjne ED133 o mocy 425 kilowatów. Spalinowozy kursowały z pociągami budowlanymi pomiędzy Holandią i Niemcami. W 2001 roku dodatkowo zmodernizowano 5 lokomotyw, które przemianowano na Baureihe 241.8. Spalinowozy zostały przystosowane do kursowania po belgijskich trasach kolejowych. Lokomotywy w 2008 roku zostały zamienione na elektrowozy Traxx i przeniesione do Drezna i Hoyerswerdy.

## Konstrukcja
Pudło składa się z trzech prefabrykowanych sekcji. Rama lokomotywy jest spawana z giętych profili i blachy o grubości do 8 mm. Czołownice są przystosowane do zamontowania sprzęgu samoczynnego. W lokomotywie zastosowano 16-cylindrowy czterosuwowy silnik wysokoprężny 5D49. Wał korbowy wykonany z żeliwa szarego o dużej wytrzymałości, którego piasta i czopy łożysk są azotowane w celu zwiększenia żywotności i wytrzymałości, jest jednym ze słabych punktów silnika i był wielokrotnie zastępowany przez kute wały korbowe w zakładach naprawczych w Cottbus. Czop obrotowy został zlokalizowany o 185 mm do środka lokomotywy. To połączenie wózka umożliwia ruch wózka poprzecznie w stosunku do ramy głównej o ± 40 mm. Nagrzewnica typu GS-507 została zestawiona z silnikiem spalinowym i prądnicą trakcyjną oraz była napędzana przez wał prądnicy trakcyjnej poprzez sprzęgło gumowe. W lokomotywach zainstalowano elektryczne silniki trakcyjne ED 118. W lokomotywach Baureihe 232 zastosowano ogrzewanie elektryczne. Generator ciepła stanowi obcowzbudna i trójfazowa maszyna synchroniczna z zakresem częstotliwości od 63 do 100 Hz. W konwerterze prąd wielofazowy generowany przez generator ciepła jest najpierw przekształcany w jednofazowy prąd przemienny o częstotliwości 16 2/3 Hz. Częstotliwość grzania jest ustawiona na 22 Hz w celu zlikwidowania wpływu na obwody torowe systemów sygnałowych. Dodatkowo zamontowano hamulec elektrodynamiczny.

## Eksploatacja w Polsce
Po zjednoczeniu Niemiec wiele tych lokomotyw spalinowych zostało sprzedanych prywatnym przewoźnikom. Spalinowozy zostały zakupione przez prywatnych towarowych przewoźników PCC Rail Szczakowa oraz PTKiGK Zabrze do prowadzenia pociągów towarowych.